# Нетушил Іван В'ячеславович
Нетушил Іван В'ячеславович (1850—1928) — український історик, виходець із Чехії. Фахівець у галузі античної (римської) філології та історії. Професор (1887). Член-кореспондент Петербурзької АН (1910).

## Біографія
Народився в м. Простієв (Prossnitz, Моравія). Навчався 2 роки на богословському факультеті в Оломоуці, потім — на класичному відділенні Празького університету. Після його закінчення переїхав до Росії, де продовжив навчання в Петербурзькому університеті. Від 1875 викладав латинську мову в 2-й, потім — 3-й Харківській, а також Маріїнській жіночій гімназіях. Від 1884 — доцент, 1885 — виконувач обов'язків професора, екстраординарний (1887), ординарний (1888) професор на кафедрі класичної філології Харківського університету. Від 1906 — проректор, 1912 до осені 1918 — ректор Харківського університету. Відзначався прогресивними переконаннями в громадському житті та діяльності. Викладав античну історію, латинську та давньогрецьку мови. Наукові праці Нетушила включають публікації, присвячені інтерпретації латинських текстів, а також римським старожитностям й історії Риму Стародавнього. Його наукові інтереси поступово відходили від класичної філології і наближалися до історії.
Помер у м. Харків.